# 포괄정당
포괄정당(包括政黨, 영어: catch-all party) 또는 빅 텐트(영어: big tent)는 특정 계급이나 이념에 한하지 않고 다양한 계층이나 이념을 가진 사람들의 정당을 의미한다. 이러한 정당들은 주로 중도주의 정당으로 분류되는 경우도 많으나 항상 그런 것은 아니다.

## 세계의 포괄정당 목록
| - 이탈리아: 오성운동 - 러시아: 통합 러시아 - 루마니아: 사회민주당 - 미국: 공화당, 민주당 - 베네수엘라: 민주통일원탁 - 브라질: 브라질민주운동당 - 세르비아: 세르비아 진보당 - 싱가포르: 인민행동당 - 아르헨티나: 정의당 | - 인도: 인도 국민 회의 - 일본: 일본 자유민주당, NHK당 - 체코: ANO 2011 - 카자흐스탄: 아마나트 - 프랑스: 전진하는 공화국! - 폴란드: 시민연합 - 우크라이나: 인민의 종 - 몬테네그로: 몬테네그로 사회주의자민주당 - 대만: 대만민중당 - 캐나다: 캐나다 자유당 |

## 같이 보기
- 정당 연합